# Mamut de Vogelherd
El Mamut de Vogelherd es una estatuilla de marfil de 4,8 centímetros, de época paleolítica (hacia 25 000-20 000 a. C.). Fue hallada en la cueva de Vogelherd, cerca de Stettin ob Lontal, en Württemberg (Alemania), y actualmente se encuentra en el Institut für Urgeschichte der Universität (Tübingen).
La figura del mamut fue descubierta en unas excavaciones realizadas por Gustav Riek en la cueva de Vogelherd, en 1931, junto a varias otras figuras de animales, como varios felinos, un caballo y un bisonte, algunas más realistas y otras más abstractas. El mamut es una de las piezas más prodigiosas de su época, una de las primeras manifestaciones artísticas del ser humano, junto a la Venus de Willendorf y el Hombre de Brno. Es de formas naturalistas, con predominio de las líneas curvas, con un gran detallismo sobre todo en los ojos y las orejas, apreciándose una fuerte depresión entre la cabeza y la giba dorsal. En el cuerpo presenta diversos signos decorativos a base de equis y líneas cortas.